# 홍제동 (강릉시)

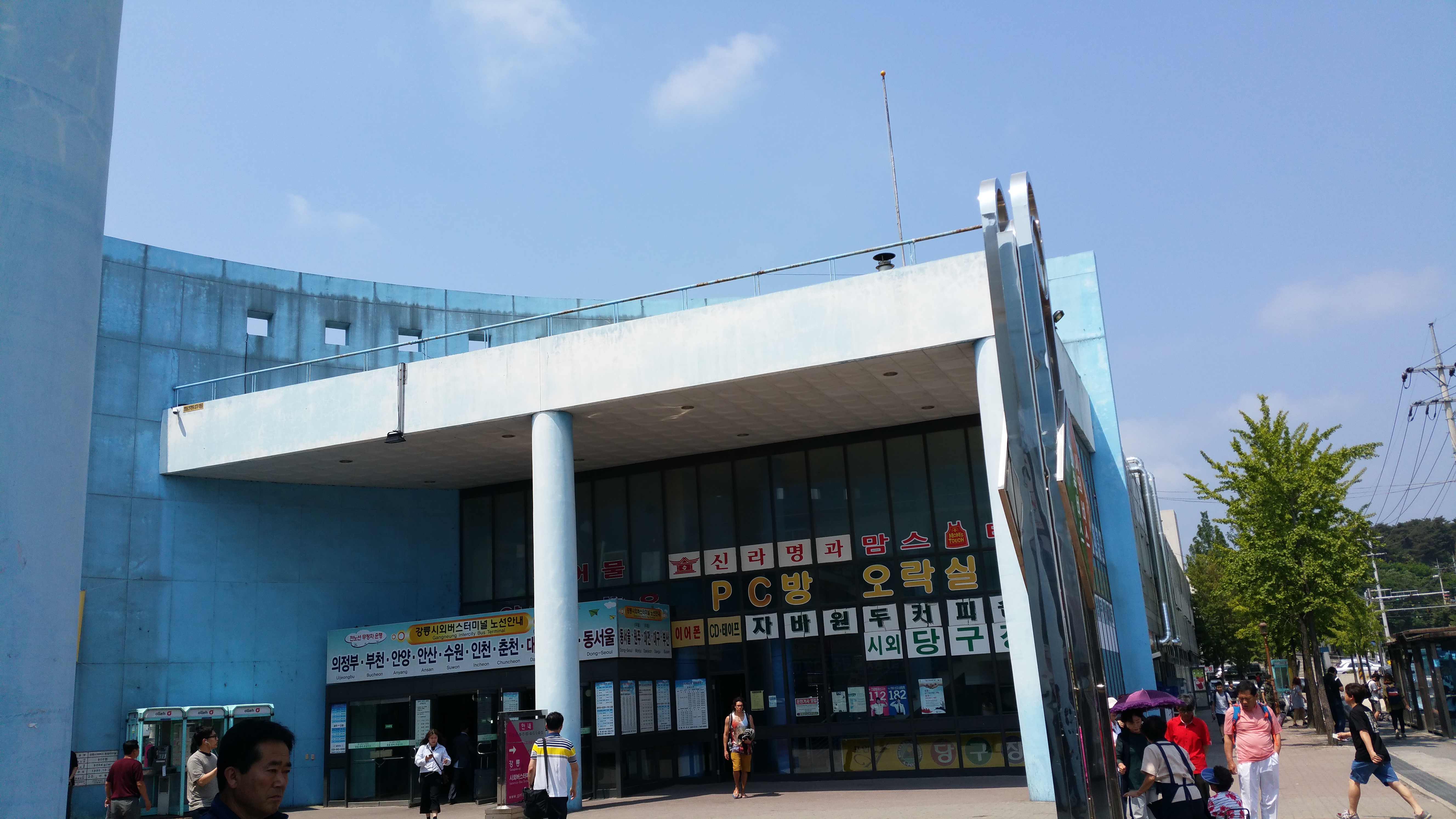
홍제동에 위치하고 있는 강릉시외버스터미널 전경.

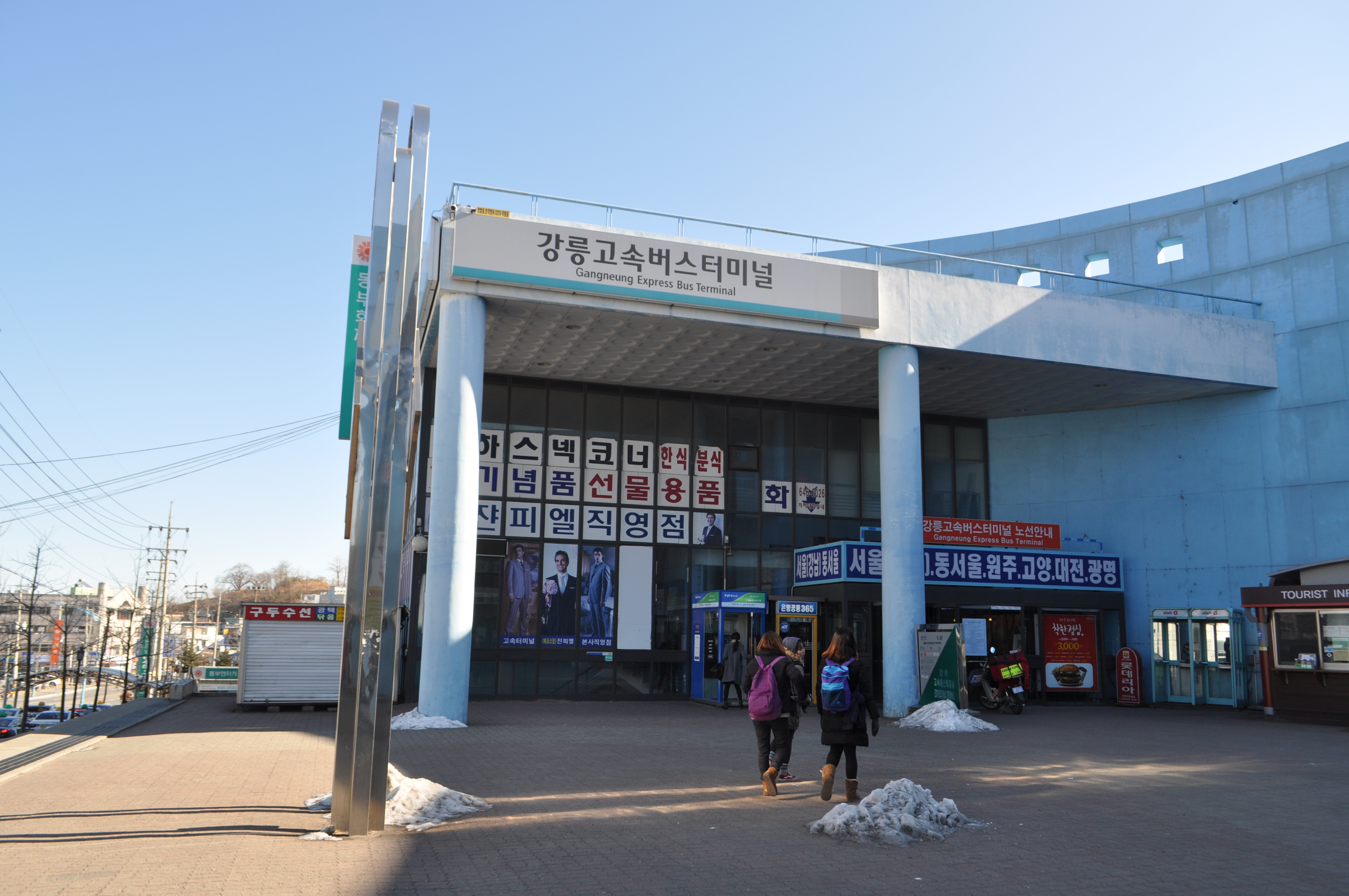
강릉고속버스터미널 전경. 역시 마찬가지로 강릉시외버스터미널 옆에 위치하고 있다.

홍제동(弘濟洞)은 대한민국 강원특별자치도 강릉시의 법정동이다. 강릉시외버스터미널과 강릉고속버스터미널이 각각 위치하고 있다.

## 개요
홍제동은 1734년 조선 영조 10년 《호구총수》에 의하면 북일리면에 속하다가, 1757년경 발행된 《여지도서》에는 북이리면으로 분리되었으며, 1897년경에 작성된 《강릉군지》에는 북이리면에서 성곡리가 폐합되었다. 1914년 4월에 실시된 지방관제에 따라 선연리(蟬淵里), 홍제리(洪濟里), 산황리(山篁里)를 합하여 홍제리(洪濟里)라 하였으며, 1955년 9월 1일 강릉군이 강릉시로 승격되면서 지금과 같은 홍제동이 되었다.

## 법정동
- 홍제동

## 교육
- 강릉초등학교
- 강릉인문중고등학교
- 강릉화교소학교
- 강릉영동대학

## 시설
- 강릉시청
- 강릉교도소
- 강릉시외버스터미널
- 강릉고속버스터미널

## 아파트
| 단지명            | 건설사   | 시행사         | 주소           | 입주       | 비고 |
| ----------------- | -------- | -------------- | -------------- | ---------- | ---- |
| 홍제 힐스테이트   | 현대건설 | 준흥건설㈜     | 토성로 39      | 2007년 6월 |      |
| 홍제 푸르지오     | 대우건설 | 대우건설       | 홍제로71번길 1 | 2005년 9월 |      |
| 홍제 한신휴플러스 | 한신공영 | ㈜대한토지신탁 | 토성로 100     | 2015년 7월 |      |

- 우미건설
  - 유천 우미린 - 2016년 2월 입주 / 우심산업개발(주)